# Filozofie života

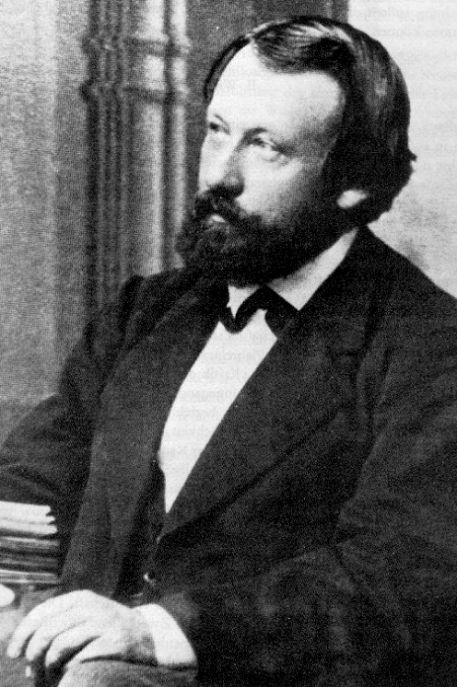
Wilhelm Dilthey (kolem 1860)

Filozofie života je označení pro filozofický směr 19.–20. století, který obrátil hlavní pozornost na jev života. Reagoval tak na převládající racionalismus a idealismus předchozího období.

## Vznik a podstata filozofie života
Názvu "filizofie života" se užívá v různém smyslu: k označení souhrnu určitým způsobem systematizovaných představ o hodnotě a smyslu života (představ jak běžných, tak i filozofických) nebo k označení filozofie, jejímž těžištěm jsou praktické, tj. sociálně etické a vůbec hodnotové, problémy. Ke konci 19. století měla filozofie života samostatný význam jako poměrně široký směr ve filozofii, vycházející 
z myšlenky, že pouhý rozum, který se dříve pokládal za univerzální "organon" filozofie, nestačí na vypracování uceleného světového názoru. Jeho místo musí zaujmout filozofování, vyplývající z plnosti života, nebo dokonce, výrazněji řečeno, filozofie, vyplývající z plnosti životních prožitků.
Max Scheler
Filozofie života v tomto smyslu slova, tj. jako filozofie vyplývající jakoby z "plnosti životních prožitků", má svou prehistorii. Její původ se obvykle spojuje s anonymním dílem 18. století O mravní kráse a filozofii života (1772), v němž se doporučovalo, aby se pro objasňování umění místo „teorií a systémů“ používalo „síly a vlastnosti duše, v souladu s jejími projevy v lidském životě.“ Romantik Friedrich Schlegel v Přednáškách o filozofii života (1827) vyzýval, aby se lidé zřekli bloudění v „prázdném prostoru absolutního myšlení“ a aby se obrátili k „duchovnímu vnitřnímu životu.“
Pro filozofii života je základem celistvé (vollständig) vědomí ve všech jeho různých aspektech a silách, a duši pokládá za svůj ústřední bod.
Friedrich Schlegel, Přednášky o filozofii života
Takovou filozofii, „prostou teorii duchovního života, vytvořenou že samotného života,“ chtěl Schlegel postavit jako protiváhu jak abstraktního hegelovství, tak i jednostranného mechanicismu tehdejší přírodovědy a vulgárnímu materialismu.
Avšak Schlegel nepřekročil ještě hranice klasické filozofie. Vytyčoval ještě její dřívější úkol, tj. smířit protikladné, ale v podstatě příbuzné stránky lidského vědomí - rozvažování a vůli, rozum a fantazii. Na rozdíl od Schlegele, jeden ze zakladatelů filozofie života Wilhelm Dilthey viděl ve „vládě vědy nad životem“ hlavní projev „ducha minulého století.“ Byla to reakce na vývoj vědy a vědeckého světového názoru, principiální přehodnocení hodnoty vědeckého poznání.
Filosofie života spočívá v protestu života proti zveličené úloze kalkulujícího rozvažování v současné společnosti, v protestu duše proti zdroji a jím vyvolaném zvěčnění, technifikaci a odduchovnění člověka.
Fritz Heinemann, Filozofie v 20. století
V padesátých letech 20. století ztrácí filozofie života samostatný význam a vliv. Zachovává si však svoji úlohu jako důležitá složka novějších směrů, zejména existencialismu a filozofické antropologie.

### Původ
Zvláštní pozornost jevu života vůbec věnoval už Aristotelés, který jej charakterizoval vnitřním zaměřením všeho živého k nějakému cíli čili entelechií. Novověká filozofie, zaujatá zkoumáním hmoty a ducha, se život snažila vysvětlovat mechanicky (Descartes). Zájem o živé a život se znovu vynořuje v německém preromantismu (Goethe) a „životní moudrost“ byla koncem 18. století velmi rozšířený pojem.
| „                  | Šedá je, příteli, všechna teorie, však zelená se života zlatý strom. | “ |
| — Goethe, Faust I. |                                                                      |   |

Proti filozofickým systémům, zejména Kantovu a Hegelovu, postavil romantický filozof Friedrich Schlegel své Přednášky o filozofii života (1827). Praktické vedení lidského života je hlavním tématem filozofie Schopenhauerovy a Nietzscheovy, i když u každého jinak. Ve druhé polovině 19. století k tomu přistupují i pokroky přírodních věd, zejména evoluční teorie, která ukázala dějinnost světa i člověka z úplně jiného pohledu.

## Zakladatelé
Základy filozofie života vytvořili v Německu Friedrich Nietzsche a Wilhelm Dilthey (1833–1911) a ve Francii Henri Bergson (1859–1941). Dilthey, který poprvé použil pojem „filozofie života“, zdůrazňoval nedělitelnost lidské zkušenosti jako podstatné složky individuálního života. Člověk žije v celistvém, konkrétním a omezeném „životním světě“ (Lebenswelt) či „osvětí“ (Umwelt) své zkušenosti, v němž také poznává, vyjadřuje se a jedná. Proti přírodním vědám s jejich metodou rozboru na složky a příčinného vysvětlování obecných jevů postavil vědy duchovní (Geisteswissenschaften), které se často zabývají i jednotlivými jevy (například v historii) a snaží se jim porozumět. Život je pro Diltheye základní skutečnost a hlavními pojmy pro jeho popis jsou pro něho prožitek (Erlebnis), vyjádření (Ausdruck) a porozumění (Verstehen).

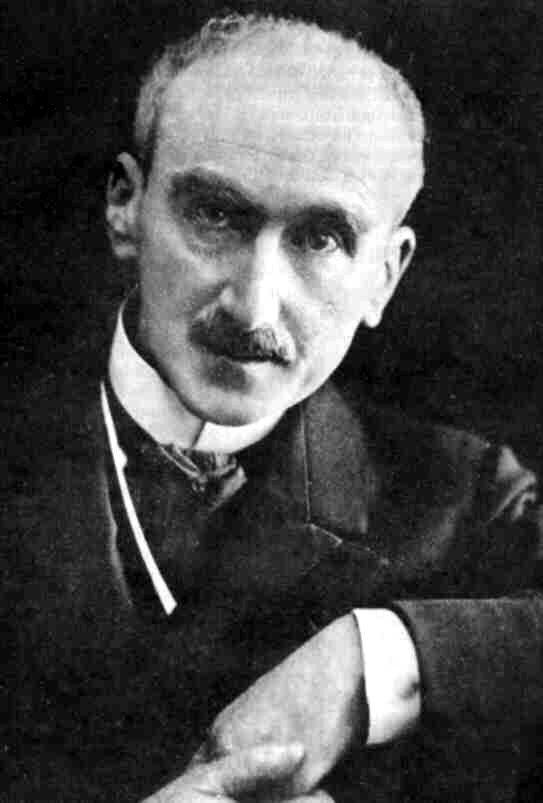
Henri Bergson (kolem 1910)

Na rozdíl od psychologa Diltheye, pro něhož „život“ znamená především prožívaný život jednotlivého člověka, je pro Bergsona život jev kosmický, zvláštní způsob bytí, charakterizovaný „životním elánem“ (élan vital) jako vnitřním důvodem pohybu, růstu a vývoje. Je to tedy jev bytostně dějinný, který je sice vždy nesen jednotlivci, tvoří však přesto obrovský, nezměrný celek. Bergsonův strhující styl jej učinil velmi populární osobou i v širší veřejnosti, jeho názory se ve Francii rychle rozšířily a dodnes ovlivňují francouzskou filozofii.

## Filozofie a biologie
Roku 1891 se německému biologovi Hansi Drieschovi (1867–1941) podařilo rozdělit zárodek mořské ježovky. K jeho velkému překvapení se z každé části nevyvinula příslušná část živočicha, nýbrž celá ježovka. Driesch z toho usoudil, že každá buňka nějak obsahuje „program“ celého živočicha a že se tedy vývoj (ontogeneze) organismu neřídí lokálními určeními, nýbrž celkovým cílem. Na těchto poznatcích založil Driesch svoji teorii vitalismu a specifickou filozofii živých organismů. Na Driesche navázala řada filozofujících biologů, zejména v Německu (Viktor von Weizsäcker, Adolf Portmann, Jakob von Uexküll a další).
K filozofii života patří dále chemik a filozof Ludwig Klages (1872–1956), který – stejně jako Dilthey nebo Bergson – odmítal dělení na subjekt a objekt, na duši a tělo, zdůrazňoval jednotu těchto stránek zkušenosti a člověka a demonstroval ji na zajímavých jevech, například na rytmu ručně prováděných zemědělských prací, doprovázených zpěvem. Volněji s filozofií života souvisí filozof a sociolog Georg Simmel (1858–1918), který se také zabýval studiem lidského jednání a společenskými institucemi.
V Česku se podobným směrem ubíral Emanuel Rádl, který ovšem Driesche ostře kritizoval. Na filozofii života později navázal také filozof Hans Jonas knihou The phenomenon of life (1966) a dalšími eseji. Některé z jejích myšlenek znovu ožily například v teorii autopoiesis chilského biologa Humberta Maturany nebo v současných pracích o souběžné přírodní a kulturní evoluci a o rozdílech mezi nimi. Ve Francii se – vedle početné školy následovníků Bergsonových – k filozofii života výslovně hlásí také Michel Henry.

## V kostce
jeho obsah lze zhruba shrnout do následujících tezí:
- život je svébytný jev, který nelze redukovat na mechanické děje;
- člověk především žije, teprve pak uvažuje a filozofuje;
- člověk není jen duch, ale také živá bytost, která se rodí, dospívá a umírá;
- lidská zkušenost je celistvá a přísné dělení na rozum, vůli a cit je jen pomocné;
- i lidské poznání slouží životu, nikoli naopak;
- filozofie musí brát na vědomí důležité výsledky věd, zachovat si však svoji samostatnost.

Od filozofie života je třeba odlišovat vitalismus jako biologickou teorii (Hans Driesch).